# 김여백
김여백(金汝伯, 1898년 5월 17일 ~ ?)은 일제강점기에 연해주와 만주 지역에서 활동했다.

## 생애
본적지는 함경북도 경성군이나 어린 시절 이미 러시아의 연해주 지역으로 이주해 있었다. 1909년에 연해주의 우수리스크에서 니콜스크소학교를, 1914년에는 니콜스크중학교를 졸업하는 등 러시아 교육을 받으며 성장했다.
이후 상업에 종사하면서 1921년에는 블라디보스토크에서 곡물상을 경영했다. 이 무렵 신한촌 참변 이후 설립된 한인 단체인 니콜스크 간화회에서 본부 교육계 직원을 지낸 기록이 있다. 함경북도 출신의 상인들이 주로 참여한 간화회는 일본의 조종 아래 생겨난 단체였다.
1920년대 중반부터는 러시아와 국경을 맞대는 중국의 헤이룽장성 일면파(一面陂) 일대에서 활동했다. 1926년에 일면파조선인거류민회의 회장이 되어 이 지역 한인사회의 유지로 떠올랐다. 조선인거류민회는 만주 지역 조선인을 효율적으로 통제하기 위해 일제가 주도하여 설립한 관제 단체로, 특히 김여백이 정착한 북만주 지역은 일제의 행정력이 미치지 못하여 민간 단체로 그 틈을 메운 것이었다.
김여백은 조선인 민회 회장을 지내던 1930년에 항일 단체인 국민부의 유창덕 등 4인을 체포하고, 일본영사관에 잔당이 남아있다며 토벌대 출동을 요청했다. 이러한 일이 가능했던 것은 조선인 민회 직속으로 무장 단체인 무장자위단이 조직되어 있었기 때문이다. 김여백은 무장 조직을 이끌며 토벌대의 전위 역할을 했고, 체포한 항일 운동가들을 직접 취조하기도 했다. 이때 김좌진의 수하였던 유창덕은 김여백에게 붙잡혀 지린의 감옥에 수감되었으며, 1990년 대한민국 국가보훈처가 수여하는 건국훈장 국민장을 추서받았다.
조선인 민회는 일제의 괴뢰 정부인 만주국이 건국될 때 만주국의 건국정신을 홍보하는 역할도 담당했다. 이 단체의 회장을 역임한 김여백은 치안 유지에 공헌한 업적 등을 인정받아 1934년 만주국 정부가 수여하는 만주국건공공로장을 서훈받았다. 같은 해 전만조선인중등학교창립기성회라는 단체에서 이사를 맡기도 했다.
1936년에는 하얼빈의 조선인거류민회 회장이 되었고, 1940년까지 하얼빈에 거주한 것이 확인되나 이후 행적은 알 수 없다.
2007년에 대한민국 친일반민족행위진상규명위원회가 친일반민족행위 195인 명단을 발표할 때 포함되었다. 2008년 민족문제연구소가 공개한 친일인명사전 수록예정자 명단 중 해외 부문에도 들어 있다.

## 참고자료
- 친일반민족행위진상규명위원회 (2007년 12월). 〈김여백〉 (PDF). 《2007년도 조사보고서 II - 친일반민족행위결정이유서》. 서울. 2081~2088쪽쪽. 발간등록번호 11-1560010-0000002-10. [깨진 링크(과거 내용 찾기)]
- 유창덕 : 독립유공자 공훈록 - 국가보훈처